# Hikaru Naomoto
Hikaru Naomoto (猶本 光 Naomoto Hikaru?), född 3 mars 1994, är en japansk fotbollsspelare som spelar för Urawa Reds.
Hikaru Naomoto spelade 18 landskamper för det japanska landslaget. Hon deltog bland annat i Asiatiska mästerskapet i fotboll för damer 2014, 2018 och Asiatiska spelen 2014.